# Anthélie

Les quatre points solaires sur la sphère céleste. PS est le point solaire, PSS est le point subsolaire, PA est le point anthélique, PAS est le point antisolaire. Les cercles représentent les cercles parhéliques et subparhéliques.

L’anthélie est une tache de forme arrondie, d'un blanc pur, parfois irisée ou entourée d'anneaux ou d'arcs colorés, qui, très rarement, apparaît à l'opposé du soleil (point anthélique) et à la même hauteur au-dessus de l'horizon sur le cercle parhélique. Il s'agit d'un photométéore ayant pour cause la réflexion de la lumière sur des lamelles de glace hexagonales dont l'axe reste horizontal. La lumière lunaire peut créer un phénomène similaire appelé antisélène.

## Principe
Le phénomène est relié à la réflexion sur des cristaux de glace en forme de plaques horizontales contenus dans des nuages comme le cirrus ou des précipitations comme le poudrin de glace. Cependant, à cause de leur rareté, la formation de l’anthélie n'est pas complètement comprise. Certains chercheurs considèrent qu'elles apparaissent quand l’arc anthélique, l'arc de Tricker et l'arc de Wegener s'entrecroisent à 180 degrés de la position du soleil sur le cercle parhélique. Les différentes réflexions de ces halos s'additionneraient pour donner le point brillant. Cependant, des anthélies ont été observées sans la présence de ces autres halos et d'autres chercheurs proposent donc qu'elles se forment par double réflexion externe sur les cristaux de glace, le tout retournant la lumière solaire à 180 degrés comme un miroir. 

### Subanthélie et subantisélène

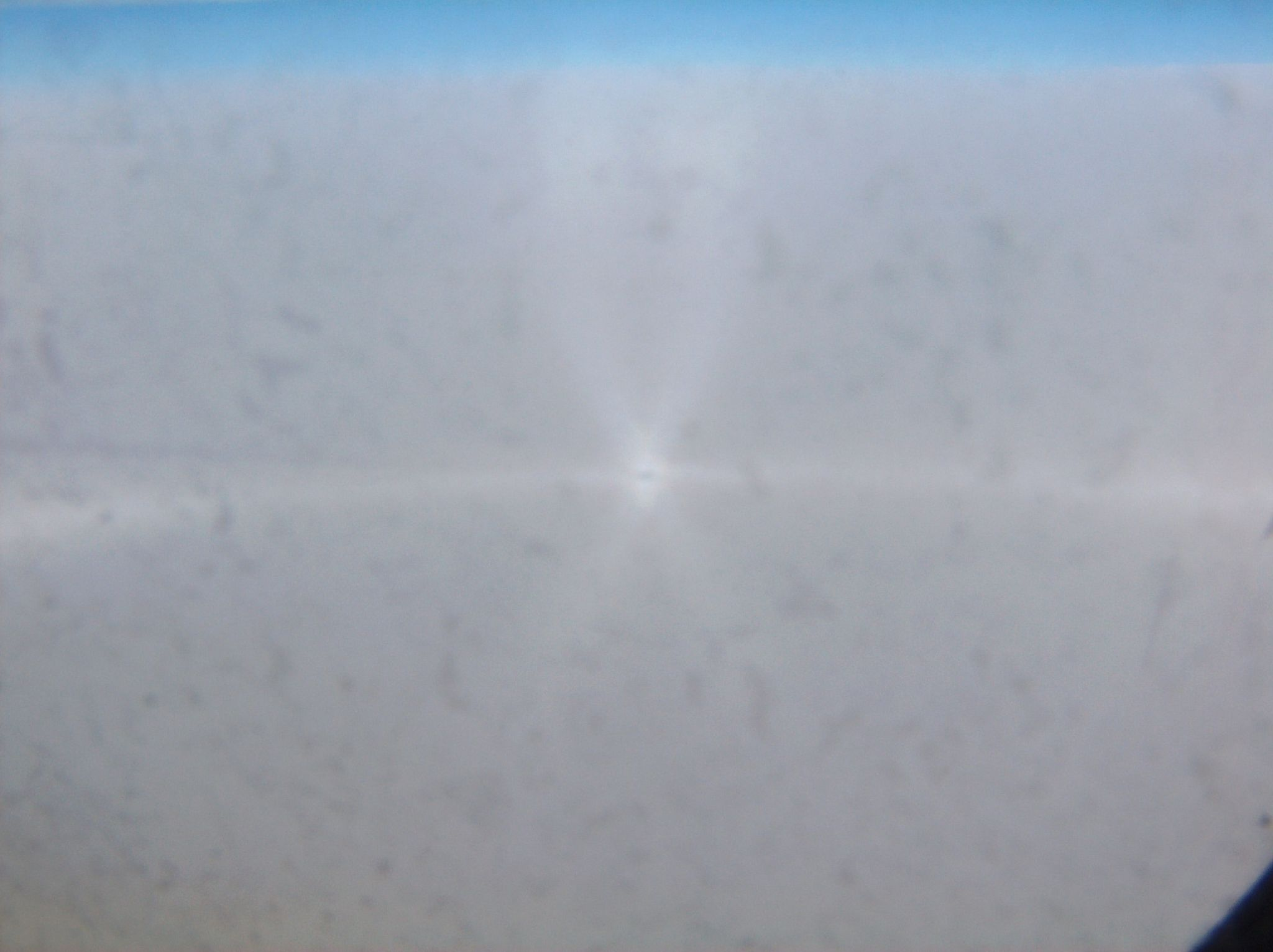
Photo du cercle subparhélique centré sur le point antisolaire vu sur les nuages lors d'un vol Bruxelles-Madrid

Lorsque l'observateur se trouve au-dessus de la couche de cristaux de glace, le même phénomène va être noté mais sous l'horizon le long du cercle subparhélique pour le soleil et subparasélénique pour la lune.